# Chris Ashton
Christopher John Ashton (Wigan, 29 marzo 1987) è un ex rugbista a 13 e a 15 britannico, internazionale per l'Inghilterra sia nel rugby a 13 che nel 15 nel ruolo di tre quarti ala o estremo.

## Biografia

### Attività nel rugby a 13
Nativo di Wigan (Grande Manchester), in una zona storicamente consacrata al rugby a 13, Ashton si formò in tale disciplina nelle giovanili dei Wigan Warriors, formazione professionistica di Super League; a 18 anni, nel 2005, esordì in prima squadra e un anno più tardi fu convocato in Nazionale; nel 2007, dopo un iniziale accantonamento da parte del tecnico del Wigan, espresse il desiderio di essere liberato dal contratto per potere passare al rugby a 15.

### Attività nel rugby a 15
Ingaggiato dal Northampton, debuttò in prima squadra nel 2007 in seconda divisione, realizzando 39 mete in 25 incontri e guidando la formazione alla promozione in Premiership; tale prestazione convinse la Federazione ad aggregare Ashton al giro delle Nazionali inglesi.
Nella stagione successiva si aggiudicò la Challenge Cup 2008-09 imponendosi anche come miglior marcatore di mete di quell'edizione del torneo (7); aggregato a fine anno alla Nazionale, esordì nel corso del Sei Nazioni 2010 a Saint-Denis contro la Francia e realizzando in giugno la sua prima meta, nel corso del tour in Australia, a Perth contro gli Wallabies.
In pianta stabile in nazionale, ha preso parte anche alla Coppa del Mondo di rugby 2011 in cui ha realizzato 6 mete, record condiviso con il francese Vincent Clerc, e anche con il nuovo C.T. Stuart Lancaster è nella rosa della squadra inglese, venendo schierato nel Sei Nazioni 2012.
Ashton si accordò nel 2012 con Saracens per 250000 £ a stagione, cifra che Northampton non poteva garantirgli.

## Palmarès
- Premiership: 2
Saracens: 2014-15, 2015-16
- Coppe Anglo-Gallesi: 2
Northampton: 2009-10
Saracens: 2014-15
- Champions Cup: 2
Saracens: 2015-16, 2016-17
- Challenge Cup: 1
Northampton: 2008-09